# Bispectre
Le bispectre d'une fonction f est la transformée de Fourier de la triple corrélation. Il est utilisé pour rechercher des interactions non linéaires.

## Calcul
{\displaystyle g(x,y)=\iint f(t)f(t+x)f(t+y)\,\mathrm {d} t.}
Utilisé en analyse des données, il s'écrit 
{\displaystyle B(u,v)={\hat {r}}(u,v),}
{\displaystyle B(u,v)={\hat {f}}(u){\hat {f}}(v){\hat {f}}(-u-v).}

## Applications
Le bispectre et la bicohérence peuvent être appliqués au cas des interactions non linéaires d'un spectre continu d'ondes se propageant dans une dimension.
Des mesures bispectrales ont été effectuées pour le contrôle des signaux EEG. Il existe une forme d'analyse bispectrale appelée index bispectral qui est appliquée aux formes d'ondes EEG pour surveiller la profondeur de l'anesthésie.
Il a également été démontré que les bispectres caractérisent les différences entre les familles d'instruments de musique.
L'analyse bispectrale peut également être utilisée pour analyser les interactions entre les vagues et les marées sur Terre.